# Паладь-Комарівецька сільська рада
Паладь-Комарівецька сільська рада — колишній орган місцевого самоврядування у Ужгородському районі Закарпатської області. Адміністративний центр — село Паладь-Комарівці.

## Загальні відомості
- Населення ради: 1 034 особи (станом на 2001 рік)

## Історія
Закарпатська обласна рада рішенням від 3 лютого 2014 року в Ужгородському районі перейменувала Паладь-Комарівську сільраду на Паладь-Комарівецьку.

## Населені пункти
Сільській раді підпорядковані населені пункти:
- с. Паладь-Комарівці
- с. Малі Селменці

## Склад ради
Рада складається з 16 депутатів та голови.

### Керівний склад попередніх скликань
| ПІБ                   | Основні відомості                                                                       | Дата обрання | Дата звільнення |
| --------------------- | --------------------------------------------------------------------------------------- | ------------ | --------------- |
| Іллар Йосиф Йосифович | Сільський голова, 1961 року народження, освіта вища, член Соціалістичної партії України | 26.03.2006   | 31.10.2010      |
| Іллар Йосиф Йосифович | Сільський голова, 1961 року народження, освіта вища, безпартійний                       | 31.10.2010   |                 |

Примітка: таблиця складена за даними джерела